# Bernard B. Fall
Pour les articles homonymes, voir Fall.
Bernard B. Fall, né le 11 novembre 1926 à Vienne et mort le 21 février 1967 au Viêt Nam, est un historien, politologue et correspondant de guerre d'origine autrichienne, naturalisé  français. Ses travaux, qui combinent l'analyse militaire avec des études politologiques et anthropologiques poussées, en ont fait un auteur de référence sur la guerre d'Indochine et la guerre du Viêt Nam.
Son étude sur l'existence des « hiérarchies parallèles » à l'administration publique est une pièce maîtresse de son œuvre. Cette organisation administrative en « zone occupée », « zone libérée » et « zone contestée » a favorisé la victoire par l'organisation méthodique des ressources et des hommes d'une nation en lutte pour son indépendance.
Politologue de terrain, il a rencontré Hô Chi Minh, son bras militaire Võ Nguyên Giáp et son bras diplomatique Phạm Văn Đồng et tenait ses renseignements de première main. Sa nationalité française lui a permis d’accompagner les troupes françaises au combat, sa position aux États-Unis lui a permis de faire de même avec l'armée américaine. C’est lors d'une sortie avec un détachement d'US Marines qu'il meurt en 1967.
Il était un politologue de premier plan durant des guerres d’Indochine.

## Biographie

### Sa jeunesse et la guerre
Bernard B. Fall naît à Vienne le 19 novembre 1926 dans une famille juive. Sa famille se réfugie en France en 1938 à la suite de l'Anschluss. Lui-même et sa sœur sortent clandestinement d'Autriche sous l'identité et avec les passeports français de leurs cousins français. La famille réunie s'installe à Paris puis à Nice. Après la défaite française en 1940 et l’occupation nazie, son père Léon Fall et sa mère Hannah Seligman rejoignent la Résistance. Son père est arrêté et exécuté et sa mère, arrêtée et déportée, ne revint pas. À 16 ans, en 1942, Bernard marche sur la trace de ses parents et rejoint les FFI en Savoie. À la Libération en 1944, il s’engage dans l’armée régulière. Il y reste jusqu’en 1946. Après la guerre, Bernard B. Fall travaille comme traducteur et analyste pour les crimes de guerre au procès de Nuremberg. Il enquête en particulier sur les usines Krupp. En 1948, il est naturalisé français.

### Premier séjour aux États-Unis et la guerre française
En 1948, il étudie à la Sorbonne puis à l’Université de Munich jusqu’en 1950. Il reçoit alors une bourse d’études Fulbright pour aller étudier aux États-Unis dans le Maryland. En 1951, il entre à l’Université de Syracuse (État de New York) où il obtient une maîtrise en science politique. De retour au Maryland, à l’Université Johns-Hopkins de Baltimore (Maryland), Bernard B. Fall est encouragé par ses maîtres des Études Internationales à étudier le Viêt Nam. Ne se contentant pas de documents, il part au Viêt Nam fin 1952. Sur le terrain de la guerre d'Indochine, Bernard B. Fall peut accompagner les troupes françaises au combat en vertu de sa nationalité française. À partir de ses observations sur le terrain tant côté français que côté Việt Minh à différents niveaux politiques et militaires, Bernard B. Fall prédit une possible défaite française dès 1953. À la chute de Diên Biên Phu, il impute aux États-Unis la responsabilité de cette défaite en raison des réticences américaines à apporter une aide suffisante aux Français.
Ces prises de position lui vaudront aux États-Unis une attention soutenue de la part du FBI.

### Professeur en relations internationales
En 1954, Bernard B. Fall retourne aux États-Unis et épouse Dorothy Winer. l'année suivante, il obtient son doctorat à l’université de Syracuse, et y devint  professeur assistant. En 1956, il devient professeur en relations internationales à l’Université Howard de Washington, est titularisé en 1962 et y enseigne par intermittence jusqu’à sa mort en 1967. Ayant gardé son intérêt pour l’Indochine, il y retourne plusieurs fois (1957, 1962, 1965, 1966 et 1967) pour étudier sur place les développements politiques et sociaux. À l’occasion d'un de ses voyages, Bernard B. Fall reçoit une bourse de l'O.T.A.S.E (Organisation du Traité de l'Asie du Sud-Est (le pendant asiatique de l'O.T.A.N) pour étudier les développements du communisme en Asie du Sud-Est, en particulier les activités communistes croissantes au Laos. Toutefois, il reste intéressé par les tensions entre le Nord et le Sud du Viêt Nam. En 1962, Bernard B. Fall enseigne au Cambodge à l’Institut d’Administration. À l'occasion d'un voyage à Hanoï, il rencontre Phạm Văn Đồng et Hô Chi Minh, qui lui prédit le succès du communisme au Sud dans la décennie suivante.

### La guerre américaine
Bernard B. Fall se montre partisan de la présence américaine au Sud Viêt Nam, pensant qu’elle pouvait empêcher la réunification du pays sous le joug communiste. En revanche, il est très critique envers le régime de Ngô Đình Diệm soutenu par les États-Unis. Il critique aussi les tactiques employées par l'armée américaine au Viêt Nam. Comme le conflit s’intensifie dans les années 1960, Bernard B. Fall devient de plus en plus pessimiste quant aux chances de victoire américaine, prédisant qu’ils perdraient s'ils ne tiraient pas de leçons de la défaite française. Il publie beaucoup d’articles, fait des conférences développant son analyse de la situation au Viêt Nam. Les recherches de Bernard B. Fall sont alors considérées comme exceptionnelles par beaucoup de diplomates et de militaires américains, mais ses opinions défavorables n’ont pas été prises au sérieux. Dès 1964, Bernard B. Fall conclut à l'inévitabilité de la défaite militaire des États-Unis au Viêt Nam. Ses conclusions attirent l’attention du FBI qui commence à  surveiller ses activités. En 1967, accompagnant une compagnie de marines américains dans le cadre de l'opération Chinook II (19 février - 4 avril 1967), sur un terrain qu'il avait parcouru jadis avec les troupes françaises, Bernard B. Fall saute sur une mine posée sur la route dite La rue sans joie qui relie les localités de Hué et Quảng Trị. Il meurt en laissant une veuve et trois orphelines.

### Hommage
À l’annonce de sa mort, les membres du Congrès des États-Unis et de l’Assemblée nationale de France lui rendirent un hommage debout.
Ses deux ouvrages les plus connus sont Hell in a very small place, consacré à la bataille de Diên Biên Phu (Diên Biên Phu : un coin d'enfer, 1966) et Street Without Joy (La rue sans joie, 1961), qui détaillent son expérience et son analyse de la première Guerre d’Indochine. La « rue sans joie » était le surnom donné par les soldats du CEFEO (Corps expéditionnaire français en Extrême-Orient) à la ligne de chemin de fer trans-indochinoise et à la Route Coloniale 1 (RC1) dite « Route mandarine », route côtière reliant Saïgon à Hanoï. Il était lié au fait que les trains et les convois automobiles passant par ces voies de communication étaient régulièrement la cible d'embuscades de la part des troupes du Việt Minh, causant de nombreuses pertes et démoralisant les soldats et les autorités politiques et militaires. C’était le combat du tigre et de l’éléphant voulu par Ho Chi Minh dès 1946.
Fall est récipiendaire de la Médaille de la France libérée.

## Œuvres
- The Vietminh Regime (1954) ; trad. fr. Le Vietminh (Armand Colin, 1960).
- Street Without Joy. Indochina at war, 1946-54, Stackpole (1961) ; trad. fr. Guerres d'Indochine - France 46/54 - Amérique 57..., Paris, Éditions J'ai lu, coll. L'Aventure aujourd'hui n°A88/89, 1965 ; rééd. Rue sans joie, Les Belles Lettres, coll. Le goût de l'Histoire, préf. Hervé Gaymard, 453 p., 2019  (ISBN 978-2251450360)
- The Two Vietnams. A Political and Military analysis (1963) ; trad. fr. Les Deux Viêt Nam (Payot, 1962).
- Indochine, 1946-1962, Paris, Robert Laffont, 1962 ; rééd. Éditions J'ai lu, coll. Leur aventure, no A88/89.
- Viet-Nam Witness, 1953-66, Pall-Mall Press/Praeger, 1966.
- Hell in a Very Small Place: The Siege of Dien Bien Phu (1966) ; trad. fr. Diên Biên Phu, un coin d’enfer (Robert Laffont, 1968) ; rééd. Les Belles Lettres, coll. Le goût de l'Histoire, trad. fr. Michel Carrière, revu et corrigé par Michel Désiré, préf. Nathaniel L. Moir & Roger Lévy, 728 p., 2024  (ISBN 978-2251455341)
- Last Reflections on a War: Bernard B. Fall's Last Comments on Vietnam (Doubleday & Company, 1967) ; rééd. Stackpole Books, 2000  (ISBN 978-0811709040) ; trad. fr. Bernard Fall. Viet-Nam : Dernières réflexions sur une guerre (Robert Laffont, 1968) , 352 p. (ASIN B0014WL6VA).
- Anatomy of a Crisis: The Laotian Crisis of 1960-1961, posthume, 1969.